# Lightning Returns: Final Fantasy XIII
Lightning Returns: Final Fantasy XIII (ライトニング リターンズ ファイナルファンタジーXIII Raitoningu Ritānzu: Fainaru Fantajī Sātīn?) es un videojuego de rol de acción para consola  desarrollado y distribuido por Square Enix para PlayStation 3 y Xbox 360. Es parte de la serie Fabula Nova Crystallis.
El juego sirve como una nueva secuela de Final Fantasy XIII y Final Fantasy XIII-2 (pero no es una secuela directa como XIII-2 lo fue de XIII), y culminará la historia que comenzó en Final Fantasy XIII.
El juego presenta un nuevo concepto definido como "world driven", en el cual las acciones del jugador repercutirán en cambios en el mundo. Lightning será el único personaje jugable junto Hope Estheim como guía del jugador.
Los jugadores también tendrán la posibilidad de personalizar su apariencia y armas que afectarán a sus habilidades.
El 13 de noviembre de 2018 se agregó a la compatibilidad con versiones anteriores de Xbox One junto con sus precuelas, lo que lo hace jugable en la consola.  También es Xbox One X Enhanced, lo que le permite mostrar en 4K Ultra HD.
El 21 de septiembre de 2024, Se filtró una posible remasterización de Final Fantasy XIII a llegaría a PlayStation 5, Xbox Series X y PC.

## Sinopsis
Varios cientos de años después del final de Final Fantasy XIII-2, Lightning despierta en el mundo Nova Chrysalia que lo componen cuatro islas rodeadas por el Océano del Caos, suspendido sobre el vacío. Estas extensas islas sirven como último reducto para la humanidad y representan Gran Paals qué se fusionó con Vahalla, mientras que el nuevo Nido se cierne sobre el cielo. A tan solo trece días de su fatídico final, Lightning debe luchar para salvarlo.

## Modo de juego
El jugador controla directamente al personaje Lightning a través de una perspectiva en tercera persona para interactuar con la gente, objetos y los NPC a través del juego. El personaje también puede girar, mover, alejar la cámara alrededor del personaje permitiendo una vista de 360° de los alrededores. El mundo de Lightning Returns, como en el de Final Fantasy XIII y su secuela Final Fantasy XIII-2 está renderizado para escalar con el personaje, quien viaja a través del mundo a pie. En algunas áreas el personaje puede usar Chocobos, recurriendo al típico animal de las sagas Final Fantasy. El reloj dentro del juego avanza continuamente, donde un día en el juego es igual a una hora en el mundo real.

## Ventas
Durante el año 2014 y comienzos del 2015 el juego vendió más de 1,4 millones de copias en ps3 y xbox 360. La versión de Steam vendió cerca de 60.000 copias después de unas cuantas semanas de su lanzamiento. Esta misma recibió críticas favorables obteniendo un 81/100 en Metacritic y 9/10 en Steam.